# Сахрана Јованке Броз
Јованка Броз је преминула 20. октобра 2013. и сахрањена је 26. октобра у Кући цвећа уз највише државне и војне почасти, марш војног оркестра, војне плотуне, почасну стражу Гарде Војске Србије. Сахрани су присуствовале делегације из Индонезије, Алжира, Црне Горе, Мексика, Марока, Ирана, Индије, Русије, Белорусије, чланови диполоматског кора и преко 10 хиљада људи.
Поред ковчега са посмртним остацима Борци из шесте личке дивизије су држали почасну стражу. Ковчег са посмртним остацима у гробницу је био спуштен уз мелодију песме „О бела ћао”. На сахрану је дошло више од 70 аутобуса људи из целе бивше Југославије, а сахрану је пратило 266 новинарских екипа из 74 редакције, од којих 42 странe.

## Присутни
- Ивица Дачић - председник Владе Републике Србије
- Драгица Николић - прва дама Србије
- Расим Љајић - потпредседник Владе и министар спољне и унутрашње трговине и телекомуникација
- Радислав Јовичић - Министар унутрашњих послова Републике Српске
- Јово Капичић, народни херој
- Миодраг Зечевић, председник СУБНОР Србије
- Софија Кликовац
- Славица Ђукић-Дејановић - министар владе Србије
- Александар Антић - министар владе Србије
- Вељко Одаловић - генерални секретар Владе Србије
- Јосип Јошка Броз - унук Јосипа Броза
- Златица Броз - унука Јосипа Броза
- Милорад Пуповац - посланик у Хрватском Сабору (скупштини)
- Игор Јововић - Амбасадор Црне Горе
- Анка Војводић - бивша амабасадорка Црне Горе
- Боро Дрљача - певач

## Галерија
- Јошка Броз након Јованкине сахране
- Милорад Пуповац након сахране Јованке Броз